# Ryet

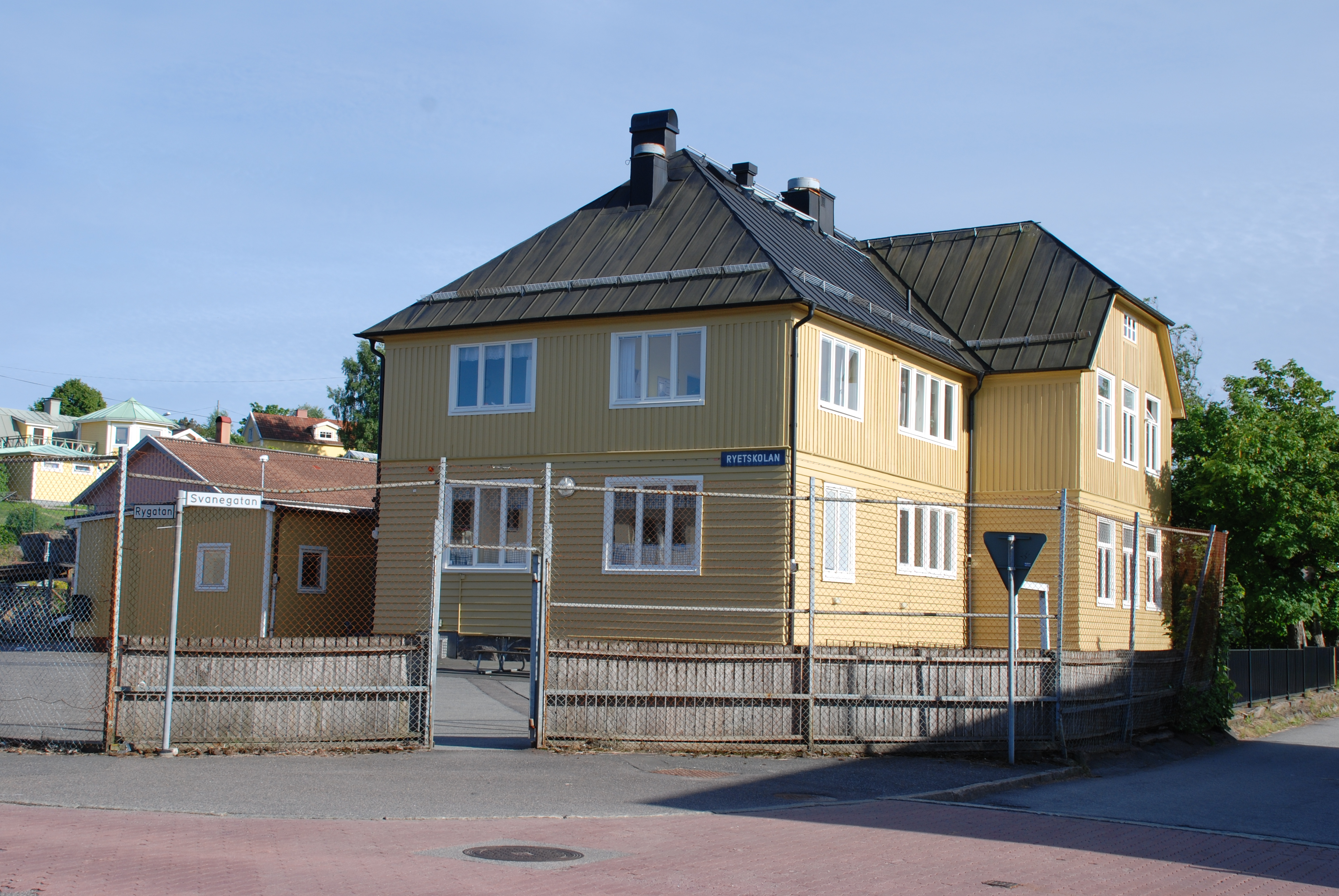
Ryetskolan.

Ryet är ett område i norra delen av kommundelen Östra Mölndal (motsvarande Stensjöns distrikt) i Västra Götalands län, som började bebyggas i början av 1900-talet.

## Historia
Ryet var en utmark och nyodling tillhörande Forsåkers by. Den fanns åtminstone år 1780 och kom efter skiftena under 1800-talet att tillhöra Forsåker Norgården och Forsåker Kronogården. Kronogården såldes år 1906 till Yngeredsfors Kraft AB och Ryet styckades upp i villatomter.
Kronogårdens manbyggnad blev kontor och tjänstemannabostad och stenladugården blev transformatorstation. Under åren 1907 och framåt byggdes hus i området och år 1913 byggdes en skola. Papyrus uppförde fem bostadshus vid Brunnsgatan 1–9 (Roten K 38–42) med fyra lägenheter i varje. Brunnsgatan 7 och 9 revs i december 1982 och Brunnsgatan 1–5 revs i oktober 1984, varefter nya flerfamiljshus uppfördes.

## Ryets skola
Ryets skola uppfördes år 1913 av byggmästaren Ernst Andersson efter ritningar av arkitekten Rudolf Lange. Skolan invigdes den 30 augusti 1913.
Skolan bestod av fyra lärosalar och två lärarinnebostäder. År 1932 byggdes en av lägenheterna om till lärosal (senare skolmatsal) och en gymnastiksal.

## Ryets bibliotek
Vid nyåret 1953 öppnades Ryets bibliotek vid Klevgatan 18 och det stängdes vid 1991 års utgång.

## Etymologi
Ryet är en avledning av det fornsvenska ordet rydhia. Det betyder "röjningen, nyodligen".